# Welcome to the Blackout (Live London ’78)
Welcome to the Blackout (Live London ’78) — концертный альбом британского рок-музыканта Дэвида Боуи, выпущенный на лейбле Parlophone. Альбом был издан ограниченным тиражом на виниле 21 апреля 2018 года — в День музыкального магазина. 29 июня 2018 года лонгплей получил более широкий релиз на CD, а также стал доступен для цифровой загрузки и на стриминговых платформах.
Альбом был записан во время двух шоу турне Isolar II Tour на лондонской концертной площадке Earls Court. Запись материала происходила 30 июня и 1 июля 1978 года при помощи мобильной студии RCA Records, под руководством продюсера Тони Висконти. Сведение пластинки производилось Дэвидом Боуи и Дэвидом Ричардсом на студии Mountain Studios, в Монтрё, с 17 по 22 января 1979 года.
До полноценного релиза, песни с этого альбома — «Be My Wife» и «Sound and Vision» — фигурировали на полуофициальном сборнике фирмы MainMan RarestOneBowie (1995).
Оба шоу были сняты режиссером Дэвидом Хеммингсом — их планировали скомпоновать в один фильм и выпустить в прокат 1978 году. Однако, Боуи остался недоволен результатом, заявив в 2000 году: «Мне просто не понравилось, как всё это было снято».

## Список композиций

### Грампластинка
Слова и музыка всех песен — написаны Дэвидом Боуи, за исключением отмеченных.
| №  | Название            | Автор(ы)               | Длительность |
| -- | ------------------- | ---------------------- | ------------ |
| 1. | «Warszawa»          | Дэвид Боуи, Брайан Ино |              |
| 2. | «“Heroes”»          | Боуи, Ино              |              |
| 3. | «What in the World» |                        |              |

| №  | Название         | Длительность |
| -- | ---------------- | ------------ |
| 4. | «Be My Wife»     |              |
| 5. | «The Jean Genie» |              |
| 6. | «Blackout»       |              |
| 7. | «Sense of Doubt» |              |

| №   | Название               | Автор(ы)                          | Длительность |
| --- | ---------------------- | --------------------------------- | ------------ |
| 8.  | «Speed of Life»        |                                   |              |
| 9.  | «Sound and Vision»     |                                   |              |
| 10. | «Breaking Glass»       | Боуи, Деннис Дэвис, Джордж Мюррей |              |
| 11. | «Fame»                 | Боуи, Карлос Аломар, Джон Леннон  |              |
| 12. | «Beauty and the Beast» |                                   |              |

| №   | Название              | Длительность |
| --- | --------------------- | ------------ |
| 13. | «Five Years»          |              |
| 14. | «Soul Love»           |              |
| 15. | «Star»                |              |
| 16. | «Hang On to Yourself» |              |
| 17. | «Ziggy Stardust»      |              |
| 18. | «Suffragette City»    |              |

| №   | Название             | Автор(ы)                   | Длительность |
| --- | -------------------- | -------------------------- | ------------ |
| 19. | «Art Decade»         |                            |              |
| 20. | «Alabama Song»       | Бертольт Брехт, Курт Вайль |              |
| 21. | «Station to Station» |                            |              |

| №   | Название      | Длительность |
| --- | ------------- | ------------ |
| 22. | «TVC 15»      |              |
| 23. | «Stay»        |              |
| 24. | «Rebel Rebel» |              |

### Компакт-диск
| №   | Название               | Длительность |
| --- | ---------------------- | ------------ |
| 1.  | «Warszawa»             | 6:27         |
| 2.  | «„Heroes“»             | 7:34         |
| 3.  | «What in the World»    | 4:07         |
| 4.  | «Be My Wife»           | 2:53         |
| 5.  | «The Jean Genie»       | 6:34         |
| 6.  | «Blackout»             | 3:43         |
| 7.  | «Sense of Doubt»       | 3:40         |
| 8.  | «Speed of Life»        | 2:37         |
| 9.  | «Sound and Vision»     | 3:12         |
| 10. | «Breaking Glass»       | 3:31         |
| 11. | «Fame»                 | 3:52         |
| 12. | «Beauty and the Beast» | 4:58         |

| №   | Название              | Длительность |
| --- | --------------------- | ------------ |
| 1.  | «Five Years»          | 6:09         |
| 2.  | «Soul Love»           | 2:52         |
| 3.  | «Star»                | 2:30         |
| 4.  | «Hang On to Yourself» | 2:40         |
| 5.  | «Ziggy Stardust»      | 3:25         |
| 6.  | «Suffragette City»    | 4:02         |
| 7.  | «Art Decade»          | 3:08         |
| 8.  | «Alabama Song»        | 3:59         |
| 9.  | «Station to Station»  | 11:10        |
| 10. | «TVC 15»              | 4:18         |
| 11. | «Stay»                | 6:59         |
| 12. | «Rebel Rebel»         | 3:53         |

## Участники записи
| Музыканты - Дэвид Боуи — ведущий вокал, чемберлин - Эдриан Белью — соло-гитара, бэк-вокал - Карлос Аломар — ритм-гитара, бэк-вокал, музыкальный директор - Джордж Мюррей — бас-гитара, бэк-вокал - Деннис Дэвис — ударные, перкуссия - Роджер Пауэлл — клавишные, бас-педаль Moog Taurus, синтезатор, бэк-вокал - Шон Мэйс — фортепиано, ARP String Ensemble, бэк-вокал - Саймон Хаус — электроскрипка - Тони Висконти — продюсер - Дэвид Боуи и Дэвидом Ричардсом — микширование - Sukita и Крис Уолтер — фотографии | Технический персонал - Ян Майкл Алехандро — техник группы - Верн «Moose» Констан — техник группы - Лерой Керр — техник группы - Буфорд Джонс — микшер (FOH) - Таунсенд Вессингер — звукооператор (Showco) - Билли Кинг — звукооператор (Showco) - Рассел Дэвис — звукооператор (Showco) - Рэнди Маршалл — звукооператор (Showco) - Гленн Джордж — звукорежиссёр (Showco) |  |

## Чарты
| Чарт (2018)                            | Высшая позиция |
| -------------------------------------- | -------------- |
| Австрия (Ö3 Austria)                   | 55             |
| Бельгия/Фландрия (Ultratop)            | 39             |
| Бельгия/Валлония (Ultratop)            | 96             |
| Нидерланды (Album Top 100)             | 32             |
| Франция (SNEP)                         | 127            |
| Германия (Offizielle Top 100)          | 58             |
| Ирландия (IRMA)                        | 36             |
| Italian Albums (FIMI)                  | 83             |
| New Zealand Heatseeker Albums (RMNZ)   | 3              |
| Португалия (AFP)                       | 30             |
| Шотландия (Scottish Albums Chart)      | 11             |
| Spanish Albums (PROMUSICAE)            | 86             |
| Швейцария (Schweizer Hitparade)        | 75             |
| Великобритания (UK Albums Chart)       | 16             |
| США (Billboard Top Alternative Albums) | 23             |